# Paul Walsh
Pour les articles homonymes, voir Walsh.
Paul Anthony Walsh est un footballeur anglais né le 1er octobre 1962 à Plumstead. Il évoluait au poste d'attaquant.

## Carrière
- 1979-1982 : Charlton  Angleterre
- 1982-1984 : Luton Town  Angleterre
- 1984-1988 : Liverpool  Angleterre
- 1988-1991 : Tottenham Hotspur  Angleterre
- 1990-1991 : Queens Park Rangers  Angleterre
- 1991-1992 : Tottenham Hotspur  Angleterre
- 1992-1994 : Portsmouth  Angleterre
- 1994-1995 : Manchester City  Angleterre
- 1995-1996 : Portsmouth  Angleterre[1]

## Palmarès
- 5 sélection et 1 but avec l'équipe d'Angleterre entre 1983 et 1984
- Champion d'Angleterre en 1986 et 1988 avec Liverpool
- Vainqueur de la Coupe d'Angleterre (FA Cup) en 1986 avec Liverpool puis en 1991 avec Tottenham
- Vainqueur du Charity Shield en 1986 avec Liverpool puis en 1991 avec Tottenham
- Vainqueur de la Screen Sport Super Cup en 1986 avec Liverpool